# Маловидное (Крым)
Малови́дное (до 1945 года Иде́ш-Эли́, до 1962 года Нагорное; укр. Маловидне, крымскотат. Ediş Eli, Эдиш Эли) — село в Бахчисарайском районе Крыма (согласно административно-территориальному делению Украины входит в состав Ароматненского сельского совета Автономной Республики Крым, согласно административно-территориальному делению РФ — в Ароматненском сельском поселении Республики Крым).

## Современное состояние
В Маловидном 9 улиц, действует фельдшерско-акушерский пункт, имеется магазин; по данным сельсовета, на 2009 год, село занимало площадь 78,4 гектара, насчитывало 269 домов и 721 жителя, экономически в составе Эфиросовхоз-завода. Резкий прирост населения в последние 20 лет связан с массовым возвращением коренного населения из мест депортации. Село связано автобусным сообщением с Бахчисараем, Севастополем и Евпаторией.

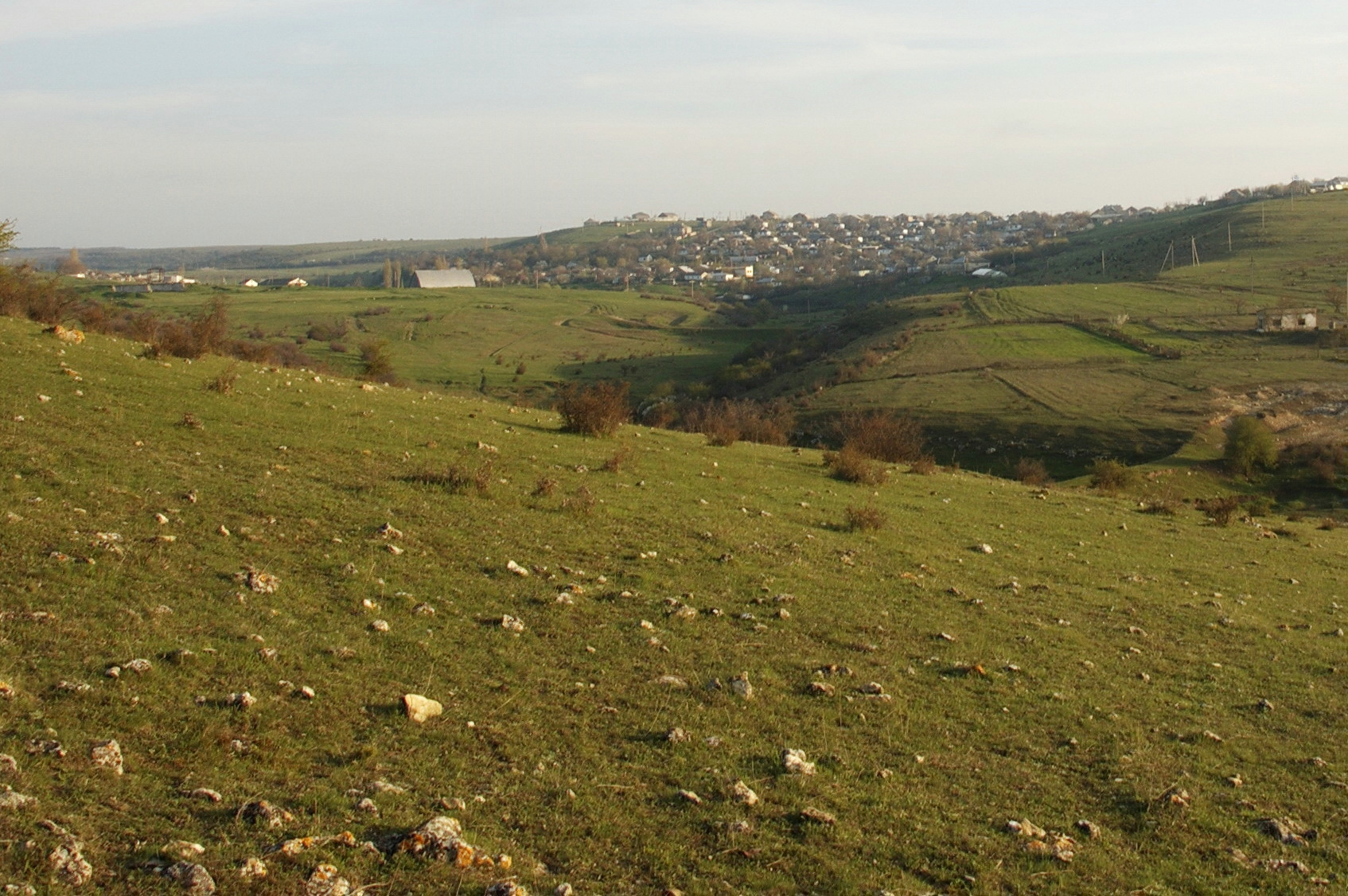
Окрестности села Маловидное.

## Население
| 2001 | 2014 |
| ---- | ---- |
| 553  | ↗914 |

Всеукраинская перепись 2001 года показала следующее распределение по носителям языка:
| Язык             | Число жит. | Процент |
| ---------------- | ---------- | ------- |
| русский          | 326        | 58,95   |
| крымскотатарский | 144        | 26,04   |
| украинский       | 38         | 6,87    |
| белорусский      | 1          | 0,18    |

### Динамика численности
| - 1805 год — 46 чел. - 1864 год — 164 чел. - 1886 год — 183 чел. - 1887 год — 218 чел. - 1892 год — 201 чел. - 1902 год — 222 чел. - 1915 год —202/26 чел. | - 1926 год — 360 чел. - 1939 год — 267 чел. - 1989 год — 370 чел. - 2001 год — 553 чел. - 2009 год — 721 чел. - 2014 год — 914 чел. |

## География
Село находится в верховье долины Эски-Кышав, лежащей на плато (куэсте), между реками Альма и Кача, Третьей гряды Крымских гор, высота центра села над уровнем моря 222 м. Находится в центре района, в 11 километрах от Бахчисарая. Транспортное сообщение осуществляется по региональной автодороге 35Н-069 Маловидное — шоссе 35Р-001 (по украинской классификации — С-0-10231) и по шоссе 35Н-019 (О-0-10201 украинской классификации) (Береговое — Бахчисарай), связывающем райцентр с морским побережьем (сёла Береговое, Песчаное, Вилино). Ранее, до постройки железной дороги Симферополь — Евпатория, здесь проходил основной тракт, связывающий столицу Крымского ханства и весь юго-западный Крым с главным портом ханства Гёзлевом (теперь — Евпатория). Ближайший населённый пункт — село Викторовка на другой стороне шоссе.

## История
В документах село впервые упоминается в Камеральном описании Крыма 1784 года, как деревня бакчи-сарайскаго каймаканства Бакче-сарайскаго кадылыка Уш Эли . После присоединения Крыма к России (8) 19 апреля 1783 года, (8) 19 февраля 1784 года, именным указом Екатерины II сенату, на территории бывшего Крымского Ханства была образована Таврическая область и деревня была приписана к Симферопольскому уезду. После Павловских реформ, с 1796 по 1802 год, входила в Акмечетский уезд Новороссийской губернии. По новому административному делению, после создания 8 (20) октября 1802 года Таврической губернии, Идиш-Эли приписали к Актачинской волости Симферопольского уезда.
По Ведомости о всех селениях в Симферопольском уезде состоящих с показанием в которой волости сколько числом дворов и душ… от 9 октября 1805 года, в деревне было 10 дворов в которых проживало 46 крымских татар. На военно-топографической карте генерал-майора Мухина 1817 года обозначено 17 дворов. После реформы волостного деления 1829 года Эдиш-Эли, согласно «Ведомости о казённых волостях Таврической губернии 1829 года», отнесли к Яшлавской волости (переименованной из Актачинской). На карте 1836 года в деревне 17 дворов. На военной карте 1842 года деревня обозначена условным знаком «менее 5 домов» — возможно, убыль населения связана с одной из волн эмиграции крымских татар в Турцию в XIX веке.
В 1860-х годах, после земской реформы Александра II, деревню приписали к Мангушской волости. В «Списке населённых мест Таврической губернии по сведениям 1864 года» в татарской общинная деревне Эдиш-Эли при фонтане записана действующая мечеть, 22 двора и 164 жителя. По обследованиям профессора А. Н. Козловского начала 1860-х годов, в селении имелись колодцы с пресной водой глубиной до 5 сажени, а также жители пользовались водой из многочисленных родников.  На трёхверстовой карте Шуберта 1865—1876 года обозначено те же 22 двора. На 1886 год в деревне Эдыш-Эль, согласно справочнику «Волости и важнѣйшія селенія Европейской Россіи», проживало 183 человека в 34 домохозяйствах, действовала мечеть. Составленная по данным X ревизии 1887 года «Памятная книга Таврической губернии 1889 года» сообщает о 218 жителях в 41 дворе.
После земской реформы 1890-х годов деревню передали в состав новой Тав-Бодракской волости. По «…Памятной книжке Таврической губернии на 1892 год» в деревне Эдишель, входившей в Биюк-Яшлавское сельское общество, числился 201 житель в 40 домохозяйствах, на верстовой карте 1892 года в деревне обозначено 39 дворов с крымскотатарским населением. По «…Памятной книжке Таврической губернии на 1902 год» в деревне Эдишель, также входившей в Биюк-Яшлавское сельское общество, числилось 222 жителя в 39 домохозяйствах, на общинной земле. По Статистическому справочнику Таврической губернии. Ч.II-я. Статистический очерк, выпуск шестой Симферопольский уезд, 1915 год, в деревне Эдишель Тав-Бодракской волости Симферопольского уезда, числилось 46 дворов с татарским населением в количестве 202 человека приписных жителей" и 26 человек «посторонних». В общем владении было 600 десятин земли, 43 двора с землёй, 3 безземельные. В хозяйствах имелось 80 лошадей, 30 волов, 50 коров, 45 телят и жеребят и 1000 голов мелкого скота и приписанные к ней 27 хуторов.
После установления в Крыму Советской власти, по постановлению Крымревкома от 8 января 1921 года была упразднена волостная система и село вошло в состав Бахчисарайского района Симферопольского уезда (округа), а в 1922 году уезды получили название округов. 11 октября 1923 года, согласно постановлению ВЦИК, в административное деление Крымской АССР были внесены изменения, в результате которых был создан Бахчисарайский район и село включили в его состав. Согласно Списку населённых пунктов Крымской АССР по Всесоюзной переписи 17 декабря 1926 года, в селе Идеш-Эли, центре Идеш-Эльского сельсовета Бахчисарайского района, имелось 53 двора, из них 49 крестьянских, население составляло 246 человек (125 мужчин и 121 женщина). В национальном отношении учтено: 242 татарина, 1 русский, 1 украинец и 2 еврея. По данным всесоюзная перепись населения 1939 года в селе проживало 267 человек.
В 1944 году, после освобождения Крыма от фашистов, согласно постановлению ГКО № 5859 от 11 мая 1944 года, 18 мая крымские татары были депортированы в Среднюю Азию. 12 августа 1944 года было принято постановление № ГОКО-6372с «О переселении колхозников в районы Крыма» по которому в район планировалось переселить 6000 колхозников и в сентябре 1944 года в район приехали первые новосёлы (2146 семей) из Орловской и Брянской областей РСФСР, а в начале 1950-х годов последовала вторая волна переселенцев из различных областей Украины. Указом Президиума Верховного Совета РСФСР от 21 августа 1945 года Идеш-Эли был переименован в Нагорное и Идешельский сельсовет — в Нагорновский. С 25 июня 1946 года Нагорное в составе Крымской области РСФСР, а 26 апреля 1954 года Крымская область была передана из состава РСФСР в состав УССР. Время упразднения сельсовета пока не установлено: на 15 июня 1960 года Нагорное уже в составе упразднённого впоследствии Подгородненского сельского совета. 30 декабря 1962 года, после присоединения Куйбышевского района к Бахчисарйскому, для избежания дублирования названий, Нагорное ещё раз переименовано, на этот раз в Маловидное. С 1970 года Маловидное в составе Ароматненского сельсовета. По данным переписи 1989 года в селе проживало 370 человека. С 12 февраля 1991 года село в восстановленной Крымской АССР, 26 февраля 1992 года переименованной в Автономную Республику Крым. С 21 марта 2014 года в составе Крыма аннексировано Россией.